# صفاقس
صَفَاقُس أو سَفَاقُس مدينة تونسية تقع على خليج قابس، وهي مركز ولاية صفاقس. تعتبر عاصمة الجنوب التونسي، رغم أنّها تقع في وسط البلاد؛ وذلك لأنّها ثاني أكبر المدن التّونسيّة في المساحة وفي عدد السّكّان.
وتُعرف صفاقس بنشاطها الثقافي المميّز الّذي أهّلها لكي تكون عاصمة للثّقافة العربيّة لسنة 2016 م.

## الموقع الجغرافي

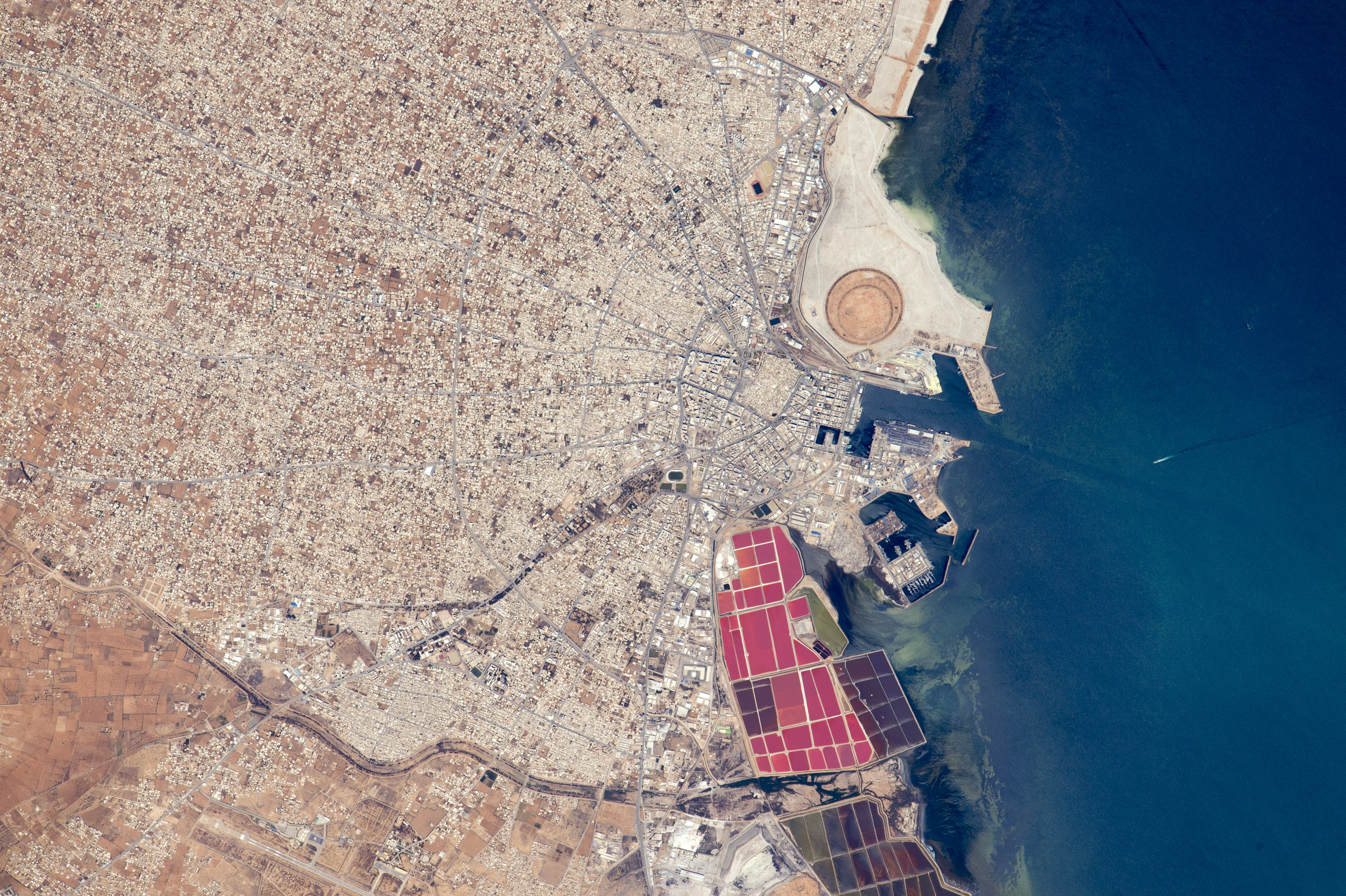
مشهد عام لصفاقس من الفضاء

تقع على خط العرض 34,44 شمالًا وعلى خط الطول 10,46 شرقًا. تعد ثاني أكبر المدن التونسية بعد تونس العاصمة وتبعد عنها 270 كم إلى الجنوب الشرقي. ويقطنها حوالي 280.566 نسمة (2014 م). يوجد بها مطار صفاقس الدولي.

## أصل التسمية
تختلف الرّوايات حول تسمية مدينة صفاقس، هناك العديد من النظريات التي تناولت مسألة أصل التسمية فمنها:
- النظرية الأولى الشائعة: نُسبت المدينة إلى القائد الأمازيغي صيفاقس، وهو ملك نوميدي عاش في القرن الثالث قبل الميلاد. لكن لا يوجد دليل على صحة النظرية.
- النظرية الثانية: وهي حكاية أسطورية شعبية تتناولها العائلات الصفاقسية، وهي أن اسم المدينة جاء من خادم الأمير الأغلبي أبو العباس محمد بن الأغلب الذي يُدعى «صفا» وأمره الأمير الأغلبي بأن يقطع جلد الثور شرائط لتحديد محيط المدينة التي سيبنيها فقال له: «يا صفا، قصّ».[بحاجة لمصدر]، فأصبحت صفاقس منذ ذلك العهد.

وبالرغم من انتشار هاتين الرّوايتين إلا انها تبقى أقرب للأسطورة والخرافة، وسعى الباحثون والمؤرخون لمعرفة أصل التسمية فوضعوا نظريات أخرى منها:
- صفاقس كلمة مركّبة من لفظين أمازيغيّين تعني لباسًا ترتديه المرأة في وسطها لتحصينها، وفقا لما ذكره الجغرافي والمؤرخ الإدريسي، فإن بعض نساء البربر المصامدة يلبسنّ مآزر صوفيّة تسمى «أَسْفَاقِس» أو «سَفَاقِس»
- أن كلمة صفاقس أصلها «أَسْفَاكِس» وتعني بالأمازيغية المدينة المحروسة أو «المدينة المحصّنة»

وبغضّ النّظر عن صحّة الرّوايات، تبقى لاسم صِيفَاقِس شعبية خاصّة في صفاقس، فباسمه سمّيت عدّة مشاريع اقتصادية خاصّة في المدينة، وخاصّة منها نزل وشركة طيران.

## تاريخ
يتعلّق أغلب تاريخ مدينة صفاقس بتاريخ المدينة العتيقة الّتي ظلّت لقرون عدّة تمثّل كلّ المدينة.
أنشئت صفاقس المدينة جول حصن دفاعيّ كان هو كلّ العمران الموجود في منطقة المدينة الحاليّة في أوائل القرن التّاسع للميلاد، وتختلف المصادر في تاريخ هذا البرج، فبينما يذهب بعضها إلى أنّه موجود في مكانه منذ عهد دولة قرطاج، يرجّح آخرون أنّه بناء عربي شيّد بعد فتح إفريقيّة بفترة.
ولكن ما يمكن الجزم به هو أنّ أسوار المدينة قد بنيت في أواسط القرن التاسع للميلاد بعد أن كلّف الأغالبة علي بن أسلم البكري بتخطيط المدينة، فاختطّ السّور على شكله الحالي ووضع الجامع الكبير في الوسط، وهو على حاله إلى اليوم.
بعد ذلك مرّت صفاقس بما مرّت به البلاد التونسية طوال تاريخها من رفاه وأمن وأزمات وثورات وانكسارات، مع تخصّصها ببعض التّفاصيل أحيانا. وفي ما يلي أبرز الفترات الّتي مرّت بها المدينة:
- في العهد الأغلبي (800 - 909م): أنشئت المدينة حوالي سنة 849 م، فبنيت أسوارها وجامعها الكبير
- في العهد الفاطمي (909م - 1045م): غزو حاكم صقلية الموالي للعباسيين للمدينة سنة 914م ثمّ استرجاع الفاطميين لها ونفور سكانها من مذهب الحكام الجدد الشيعي الإسماعيلي، وتأييدهم لثورة صاحب الحمار بعد ذلك
- في العهد الزيري (1045-1148م): تخريب الأعراب الهلاليين لظهير المدينة وضعف سيطرة الدّولة عليها، ثمّ استقلال ولاّتها بها عن السّلطة المركزيّة لمدّة 40 سنة
- الغزو النورماني (1148-1156م): أوّل غزو مسيحي دخل المدينة منذ تأسيسها، وكانت صفاقس أوّل المدن التونسية التي ثارت على النورمان، ونالت استقلالها بنفسها، وبقيت تصرّف شؤونها وحدها لسنتين حتّى قدوم الموحدين
- في العهد الموحدي (1158 - 1228م): إصلاحات معماريّة كبرى وبناء مواجل الناصرية
- في العهد الحفصي (1228 - 1574م): هجرة المورسكيين واستقرار بعضهم بصفاقس. ظهور علماء كبار في هذا العصر خاصّة منهم رسّامو الخرائط
- في العهد العثماني والمرادي (1574 - 1702م): الرّضوخ للحكم العثماني الّذي أبعد الخطر الإسباني الصّليبي، ثمّ تصدّي المدينة لحملة فرسان القدّيس يوحنّا بمالطا
- في العهد الحسيني (1705 - 1957م): انفجار سكّاني كبير رغم الطاعون الذي قضى على عدد كبير من سكان المدينة
- الاحتلال الفرنسي (1881 - 1956م): مقاومة عنيفة من صفاقس عند دخول الاحتلال، ثمّ تزعّم أبنائها للحركات النّضاليّة والجهاديّة

### عصر الرومان والأغالبة
تأسست صفاقس الحالية في عام 849 ميلادي من قبل الأغالبة في موقع المدينة الرومانية القديمة تابارورا. كما نمت المدينة الحديثة لتشمل بعض المستوطنات القديمة الأخرى، وأبرزها ثيناي في ضاحيتها الجنوبية طينة.

### عهد الموحدين
بحلول نهاية القرن العاشر، أصبحت صفاقس دولة مستقلة دولة-مدينة. تم احتلال المدينة من قبل روجر الثاني ملك صقلية عام 1148 واحتُلت حتى تحريرها عام 1156 من قبل الموحدين، واحتلت مرة أخرى لفترة وجيزة من قبل القوات الأوروبية، هذه المرة من قبل الإسبان، في القرن السادس عشر، قبل الوقوع في أيدي العثمانيين. أصبحت صفاقس قاعدة متكاملة لـ الجهاد البحري الإسلامي، مما أدى إلى غزو فاشل من قبل البندقية في عام 1785.

### العصر الحفصي
أخيرًا أعاد أبو يحيى أبو بكر الوحدة الحفصية واستعاد قرقنة من المسيحيين في 1335. لم يزعج السلام الذي عاد إلى البلاد سوى حلقات نادرة، بدأ أكثرها ديمومة بسعر صفاقس من قبل الأخوين المنشقين، أحمد وعبد الملك بن مكي.
نحو 1370 ، عقب وصول الخليفة عبد العباس، عادت صفاقس في عهد الحفصي.
بعد أكثر من ثلاثة قرون شهدت استمرار هيمنة الحفصيين، أدى الصراع بين الأتراك والإسبان إلى سقوط سلالتهم. في 1534 ، دخل القرصان بربروس تونس، وأعلن انحسار الحفصيين، وأعاد توحيد مدن الساحل ومن بينها مدينة صفاقس.

### العصر الحسيني
أعطى مؤسس السلالة الجديدة، حسين، البلاد ازدهارًا اقتصاديًا لا يرقى إليه الشك. في صفاقس توسّع المسجد فاستعاد مداه الأصلي. تم تأريخ المحراب الجديد 1758 ، وتم الانتهاء من العمل في 1783.
تم ترميم الأسوار وبناء خزانين كبيرين لتكملة صهاريج الناصرية. في 1776 ، تم بناء الضاحية الجنوبية للمدينة، حي الفرنجة، المخصص لليهود والمسيحيين، وهو مكان رئيسي للتجارة البحرية، ولكنه كان أيضًا بمثابة حاجز ضد الهجمات البحرية، التي كانت لا تزال قائمة. ليخاف. لم يكن الاحتمال بعيدًا، فقام البنادقة بقصف صفاقس أربع مرات في غضون عامين (1785-1886). تم بناء حصن كبير أثناء الحصار ليحيط ببرج النور. تم هدمه بعد الحرب الأخيرة.
حول 1830 ، كان حي الفرنجة محاطًا بجدار وفي 1860 كان للمدينة مكتب بريد وتلغراف. في 1876 ، وضع كاتب التلغراف مخططًا للمدينة وأخبرنا عن برج إشارة تم بناؤه قبل قرن من الزمان وفقدنا مساره.

### الإستعمار الفرنسي
عندما وقع باي تونس معاهدة باردو، في عام 1881، مما جعل تونس محمية، اندلع تمرد في صفاقس. تم إرسال ست سفن حربية من تولون للانضمام إلى سفن البحرية الفرنسية في المياه التونسية. في صفاقس، كانت هناك ثلاث عربات من تقسيم بلاد الشام موجودة بالفعل ("ألما" ، "رين بلانش" ، «لا جاليسونير» ') مع أربعة زوارق مدفع. تعرضت صفاقس للقصف، وفي 16 يوليو احتل الفرنسيون المدينة بعد قتال عنيف، مع 7 قتلى و 32 جريحًا للفرنسيين.

### الحرب العالمية
خلال الحرب العالمية الثانية، استخدمت قوى المحور المدينة كقاعدة رئيسية حتى استولت عليها القوات البريطانية في 10 أبريل 1943. بعد الحرب العالمية الثانية، أعيدت تونس إلى فرنسا، لكن حصلت على الاستقلال عام 1956.

## التخطيط العمراني للمدينة
تتميز صفاقس بتخطيطها الشعاعي النصف دائري حيث نجد في المركز وسط المدينة. وتتقسّم مدينة صفاقس إداريّا بين 6 معتمديّات من جملة 16 معتمديّة تشكّل ولاية صفاقس. وهذه المعتمديّات هي صفاقس المدينة وصفاقس الغربية وصفاقس الجنوبية وساقية الزيت وساقية الدّائر وطينة.

### وسط المدينة
يتكوّن وسط مدينة صفاقس من أجزاء عديدة تأسّست في فترات تاريخيّة مختلفة. ونتيجة لسوء تخطيط وسط المدينة، يمكن ملاحظة وجود ساتر صناعيّ كبير يفصل بين المدينة والبحر. ففي المنطقة الشّمالية من وسط المدينة تتركّز المنطقة الصّناعيّة المعروفة ببودريار، وفي المنطقة الوسطى توجد منطقة أخرى تعرف بمدغشقر، وفي الجنوب منطقة ثالثة في مستوى بداية طريق قابس. أمّا في ما عدا هذا، فإنّ أبرز أقسام مركز المدينة هي:

#### المدينة الأوروبية
تعرف كذلك بباب بحر بسبب مواجهتها لباب أصلي في المدينة العتيقة يسمّى بهذا الاسم.
بدأت هذه المنطقة من المدينة تعمّر أثناء حكم الحسينيّين. وهي تقع في الجهة الشرقية للمدينة، مما مكّن هذه المنطقة من إيجاد منافذ على البحر كانت لتكون أكثر لولا وجود المنطقة الصناعية التي تحول بينها وبين الشّاطئ.
سمّيت بهذا الاسم، أي المدينة الأوروبية، لأنّها بُنيت وتطوّرت أثناء الاستعمار الفرنسي لتونس الّذي ردم البحر الذي كان قريبا جدا من السور لتشييد هذه المنطقة. وقد استوطنها في البداية فرنسيون وإيطاليون ومالطيون ويونانيون، كما تمّ تخطيط أهمّ شوارعها وتشييد أهمّ مبانيها في هذه الفترة. وتتميّز بعض هذه البنايات بطراز معماريّ خاصّ بهذه المنطقة من صفاقس، وهو الطّراز الّذي يختلط فيه الطابع المورسكي بالطّابع الأوروبي، ويبقى خير مثال على هذا الطّراز قصر البلدية بقلب المدينة الأوروبية.
تكثر إذن في هذه المنطقة المباني الاستعمارية القديمة، ومعظمها متهالك، كما وقع تجديد عدد قليل منها، كنزل الزّيتونة. ومن أهم شوارع المدينة الأوروبية شارع الحبيب بورقيبة وشارع الهادي شاكر وشارع على البلهوان، ومن أهمّ ساحاتها العديدة ساحة ماربورغ، ومن أهمّ حدائقها حديقة المنجي بالي.

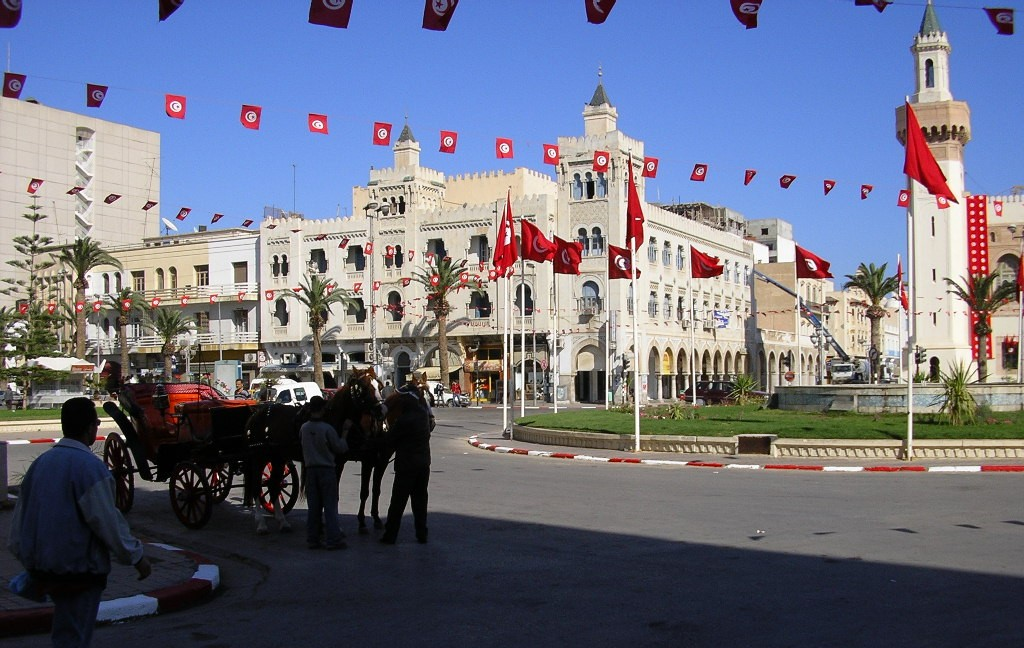
ساحة الجمهورية وسط المدينة الأوروبية سنة 2005

ونظرا لتوسّطها للمدينة، فالمدينة الأوروبية تحتوي بالأساس أنشطة اقتصادية، كما أنّ فيها سكانا يقطن معظمهم الطوابق العلوية للبنايات، بينما تتخصّص الطوابق السفلية في الأنشطة التجارية.

#### المدينة العتيقة

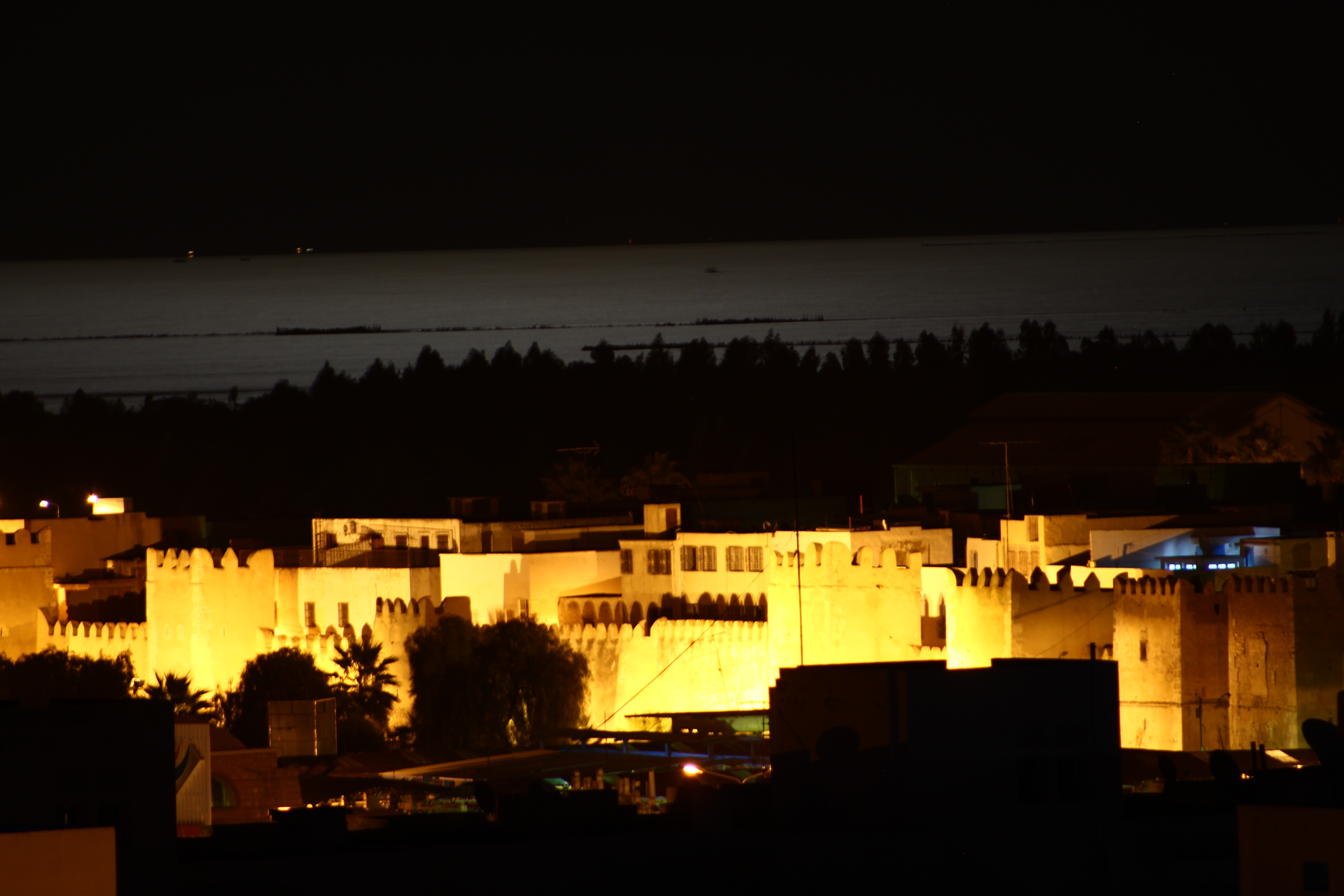
جزء من سور المدينة العتيقة ليلا

نظرة بانورامية على وسط مدينة صفاقس انطلاقا من برج القصبة

تتوسّط المدينة العتيقة وسط مدينة صفاقس، وذلك لأنّها كانت، إلى عهد قريب نسبيا، كلّ المدينة، وكان كلّ شيء يدور حولها.يدخل إليها عبر 4 ابواب ومنها باب الديوان، باب القصبة، الباب الغربي والباب الشرقي 

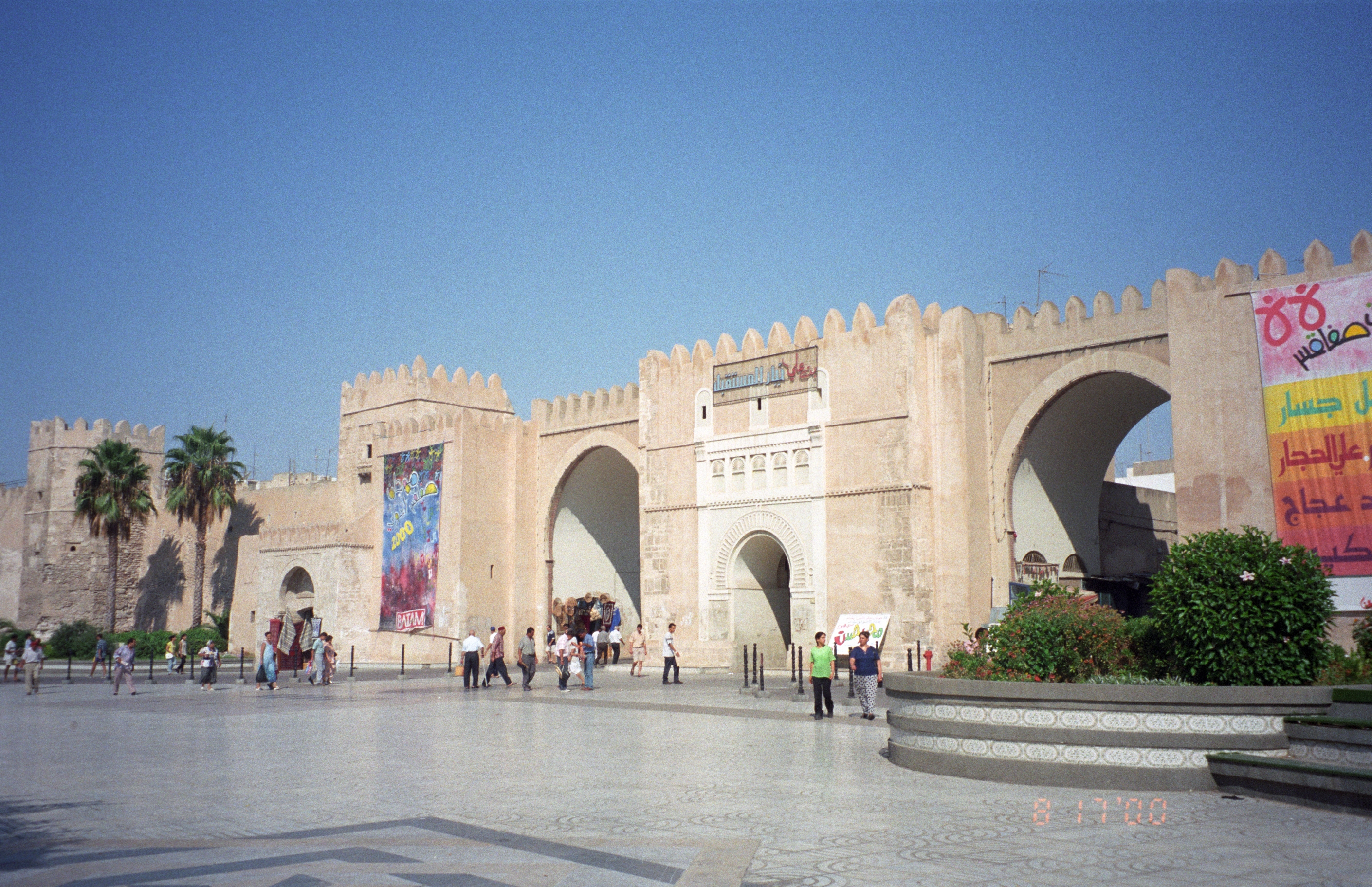
باب الديوان بصفاقس

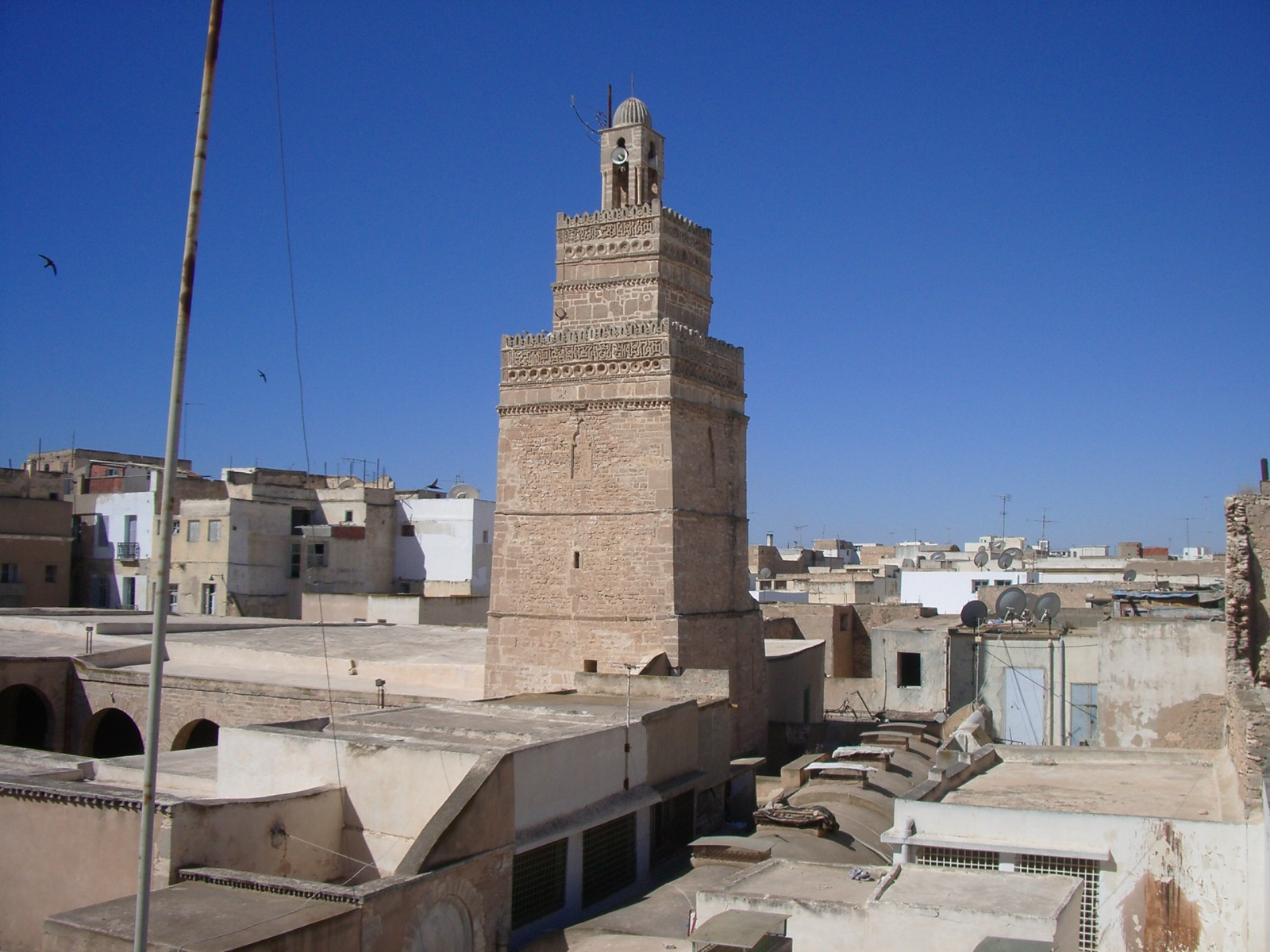
الجامع الكبير بصفاقس

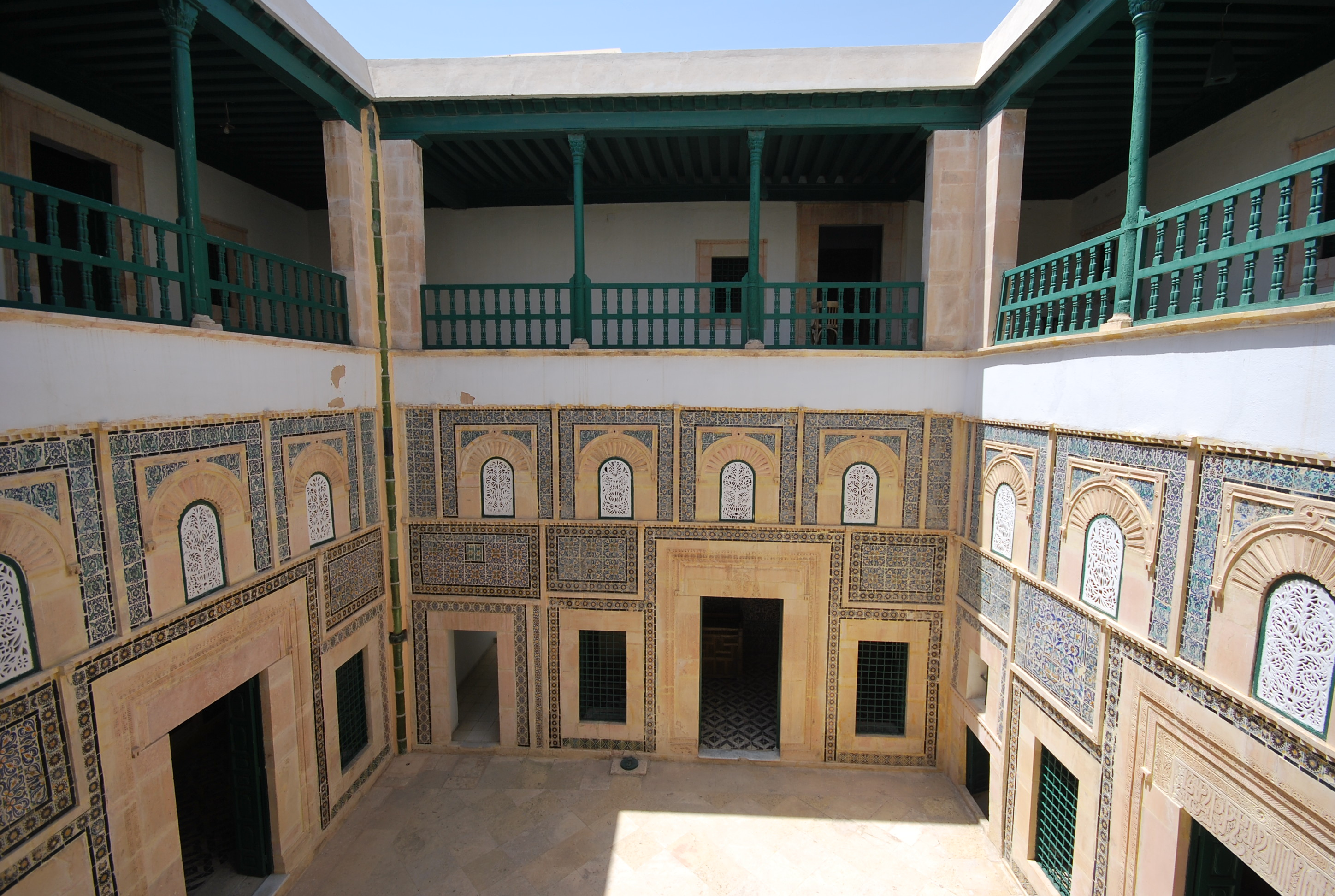
متخف دار الجلولي

#### صفاقس الجديدة
صفاقس الجديدة هي منطقة سكنية وتجارية عصرية تتميز بانعدام المساكن الأفقية. كان معظمها إلى عهد قريب مقبرة لسكان صفاقس، قبل أن تقع إزالتها في سبعينات القرن العشرين وإقامة مشروع صفاقس الجديدة فوقها، وهو ما يفسّر وجود عدد من أضرحة الأولياء الصّالحين اليوم داخل وحول البنايات الحديثة. وتبلغ حدود هذا الجزء من المدينة منطقة تسمّى النّاصرية، نسبة إلى الأمير الموحدي محمّد الناصر الذي أمر ببناء مواجل فيها، اندثرت كلها اليوم.
ومن أهم شوارع صفاقس الجديدة شارع الشهداء وشارع الحرية 14 جانفي 2011 وشارع قرطاج وشارع مجيدة بوليلة.

#### بيكفيل
يحتفظ هذا الجزء من المدينة بتسميته الاستعمارية، وهو منطقة تجارية وخدماتية. تشابه بناياته بنايات المدينة الأوروبية القديمة المتهالكة بما أنّها بنيت في نفس الفترة تقريبا.
من أهمّ شوارع هذا الجزء من المدينة شارع الشهداء وشارع فرحات حشاد.

#### مشروع تبرورة
يهدف مشروع تبرورة إلى مصالحة المدينة مع البحر، لذا تمّ تنظيف مساحة تقدّر بـ420 هكتارا تمتدّ شمالا انطلاقا من وسط المدينة وردم البحر فيها وتهيئتها من أجل أن تكون مستقبل المدينة ومتنفّسها.

### الطّرقات الشّعاعية
ومن وسط المدينة يتفرّع 14 طريقا على شكل أشعّة وهي بالترتيب من الشمال إلى الجنوب:
- طريق سيدي منصور
- حبانة
- طريق السلطنية
- طريق المهديّة
- طريق تونس
- طريق تنيور
- طريق القائد محمّد (ثمّ الطّبلبي)
- طريق قرمدة (ثمّ بوزيّان)
- طريق الأفران
- طريق العين
- طريق منزل شاكر
- طريق المطار
- طريق سكرة
- طريق المحارزة
- طريق قابس

تربط هذه الطرقات ببعضها طرقات أخرى تقطعها عرضيا تسمى طرقات حزامية أو «قصاصات» باللهجة المحلية، وأهمّ هذه الطّرقات الحزاميّة:
- شارع مجيدة بوليلة
- قصّاص رقم 5، ثمّ قصّاص شعبان
- حزام بورقيبة
- قصّاص رقم 4
- قصّاص رقم 11

كانت كلّ هذه الطّرقات والمناطق سكنيّة بالأساس، ولكن مع النمو الديمغرافي المتزايد للمدينة وزحفها أكثر وأكثر على غابة الزيتون المحيطة بها، طالت هذه الطرقات وبدأت تبرز فيها أنشطة اقتصاديّة لافتة خاصّة منها المطاعم وقاعات الشّاي. كما توجد أسواق أسبوعية متخصّصة في بعض هذه المناطق كسوق السيّارات وسوق الجملة وسوق الخردة وسوق العصافير.

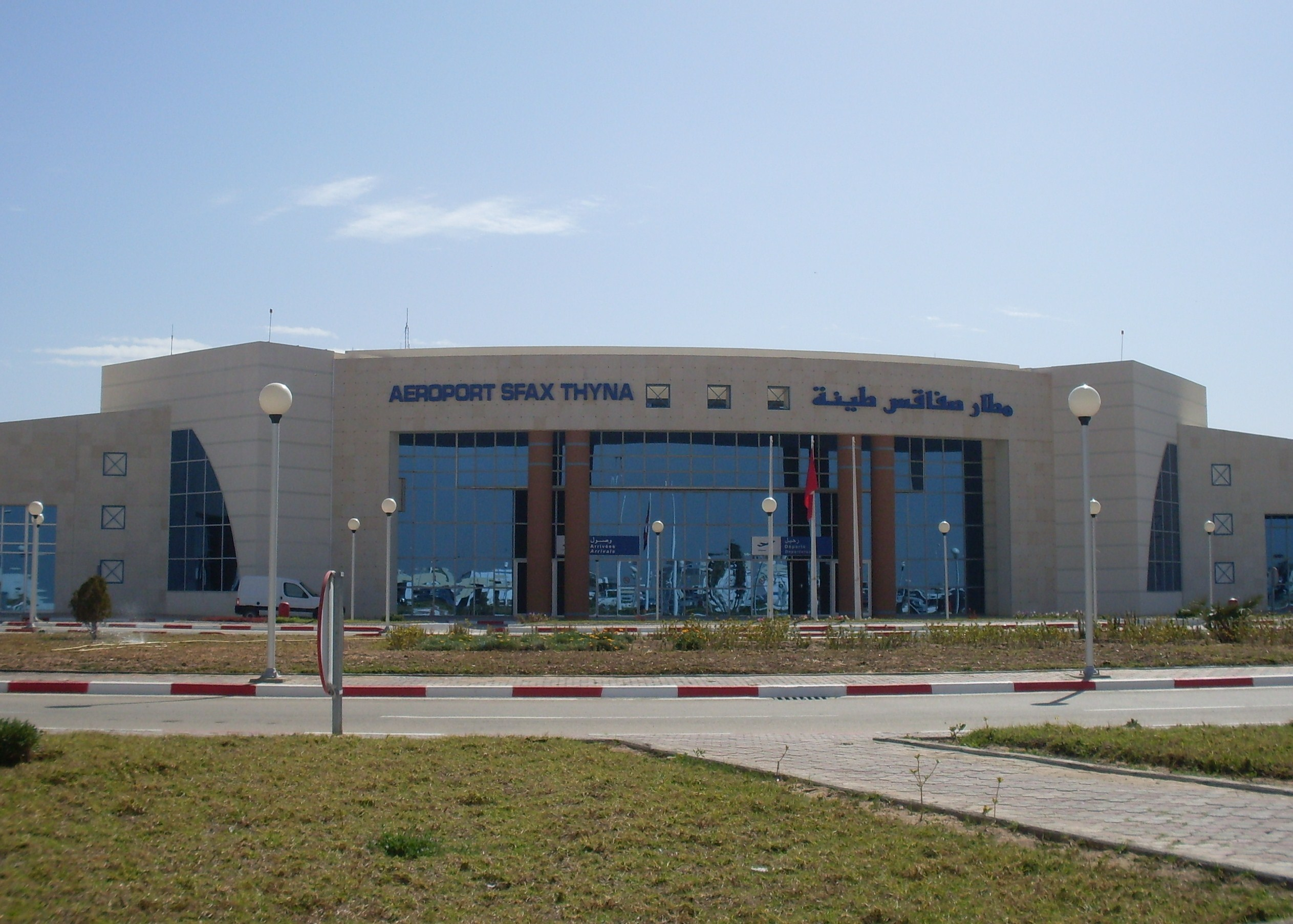
مطار صفاقس طينة الدولي

### أحياء سكنية
سواء في وسط المدينة أو بين الطّرق الشّعاعيّة، توجد في صفاقس أحياء سكنيّة كبرى، شعبيّة في معظمها نذكر منها:
- الرّبض
- حيّ الحبيب
- حيّ البحري
- حيّ بورقيبة
- حيّ البدراني
- حيّ النّصر
- أحياء المعزّ
- حيّ طينة

## الاقتصاد
لصفاقس أهمّيّة اقتصاديّة استثنائيّة في البلاد التونسية، ممّا جعل البعض يسمّيها «العاصمة الاقتصاديّة». وتتنوّع الأنشطة الاقتصادية في المدينة بين أنشطة زراعية وأنشطة صناعية وأنشطة تجارية وخدماتية.

### الفلاحة والصّيد البحري

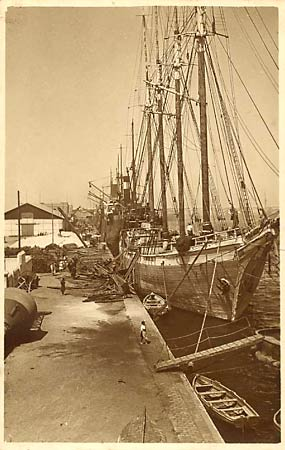
الميناء التجاري بصفاقس، حوالي سنة 1930.

#### زيت الزيتون
بفضل غابة الزّيتون الهائلة التي تحيط بها، تحتلّ صفاقس المرتبة الأولى وطنيا في إنتاج زيت الزيتون الّذي احتلّت تونس بدورها سنة 2015 المرتبة الأولى عالميّا في إنتاجه. وتنتشر في صفاقس معاصر الزيتون سواء الحديثة منها المعدّة للتّعليب والتّصدير أو التّقليدية التي يزوّد أغلب إنتاجها السّوق المحلّيّة، وتمثّل معاصر صفاقس 33% من جملة المعاصر التونسية 

#### اللّوز
مثل الزيتون، يقدّر أهل صفاقس شجرة اللوز وإنتاج اللوز، وبفضل هذا التقدير، تحتلّ صفاقس المرتبة الأولى وطنيا في إنتاج اللوز.

#### الصيد البحري
علاقة أهل صفاقس بالبحر وبالصيد قديمة، ولهم في ذلك تقنيات معروفة. وتحتلّ صفاقس المرتبة الأولى وطنيا في إنتاج غلال البحر، وأهّلها في ذلك بنية تحتية ملائمة، إذ أنّ فيها أكبر ميناء للصيد البحري في الجمهورية وأكبر سوق للسمك فيها كذلك.

### الصناعة

#### صناعات استخراجية وتحويلية
علاوة على حقول النّفط والغاز الطّبيعي المنتشرة في مناطق عديدة من صفاقس، يوجد في المدينة كذلك مصنع ضخم لتكرير الفسفاط القادم من قفصة وإنتاج الحامض الفوسفوري.

#### صناعات غذائية
تنتشر في صفاقس عديد المصانع المختصّة في الصّناعات الغذائيّة، فعلاوة على معاصر الزّيت، توجد مصانع معروفة للمعجّنات وللحلوى بأنواعها...

#### صناعات أخرى
تمتاز صفاقس بكثرة المناطق الصناعية، لذا فإنّ الاختصاصات الصناعية فيها متنوّعة بشكل كبير.

### التجارة

#### التصدير
بفضل مينائها التّجاري، تصدّر صفاقس حوالي ربع الصّادرات التّونسيّة السّنويّة.

#### التجارة المحلية
تربط صفاقس ببقية مناطق الجمهورية شبكة طرقات وسكك حديدية كثيفة، وهو ما يساعد على تطوير النّشاط التّجاريّ المحلّي الّذي يحظى بسمعة وطنيّة طيّبة.

### البنية التحتية
بحكم ثقلها الديمغرافي والاقتصادي، فلصفاقس عدد من المنشآت العمومية الّتي لها إشعاع جهويّ ووطنيّ، وحتّى دوليّ في بعض الأحيان.

#### منشآت رياضية
- ملعب الطيب المهيري : أكبر ملعب بالمدينة. يسع حوالي 12 ألف متفرّج، وهو الملعب الأساسي لفريق النادي الرياضي الصفاقسي الملعب البلدي الطيب المهيري

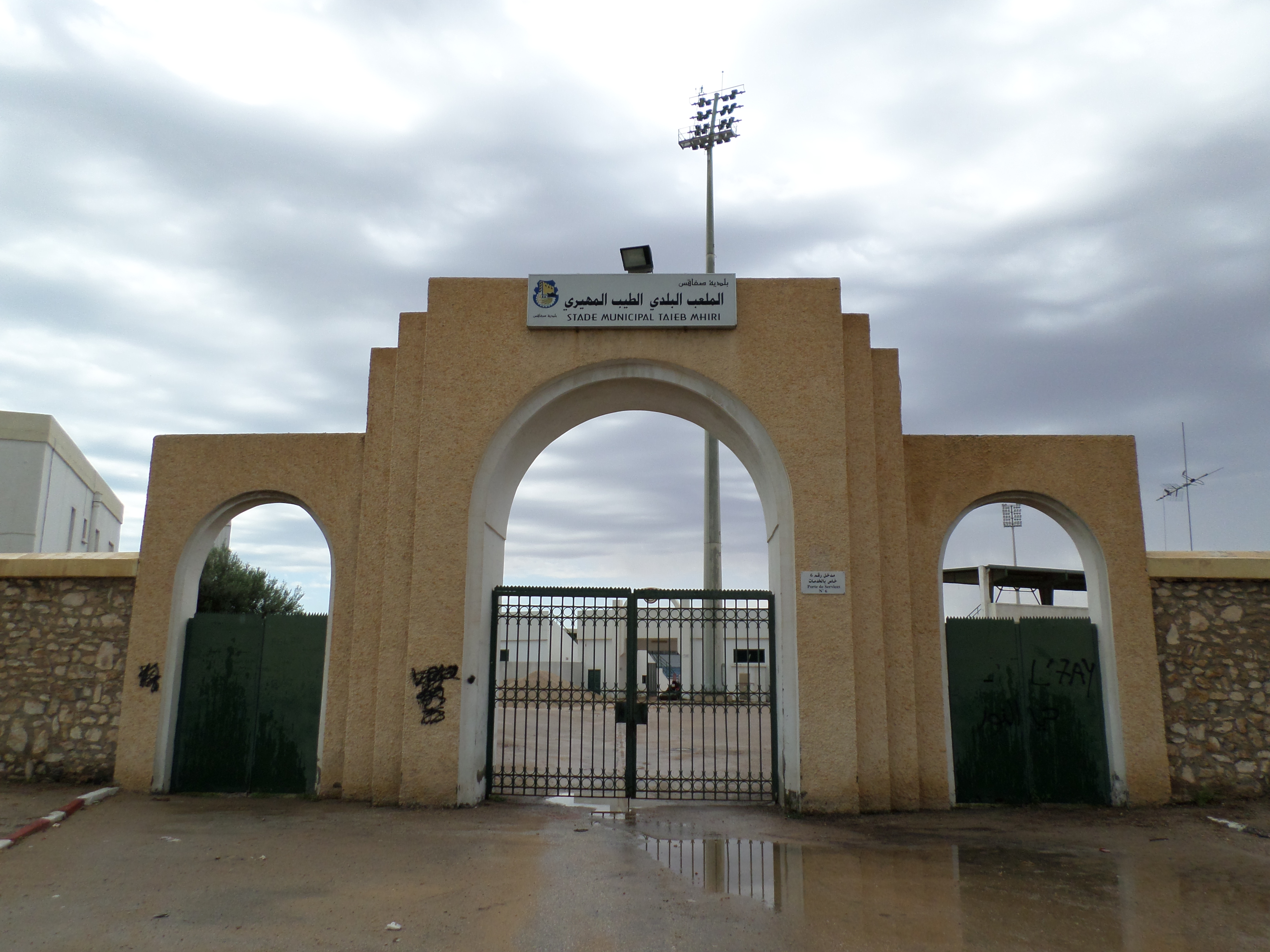
الملعب البلدي الطيب المهيري

- القاعة المغطاة الرائد البجاوي : أكبر القاعات الرياضية في المدينة
- ملعب 2 مارس 1934
- ملعب عامر القرقوري
- القاعة المغطاة محمد علي عقيد
- ملعب حي الحبيب
- المسبح البلدي

#### منشآت ثقافية
- المسرح البلدي
- المسرح الصيفي
- المركب الثقافي محمد الجموسي
- فندق الحدادين
- المركز الوطني للفنون الدرامية والركحية بصفاقس

#### منشآت بحرية

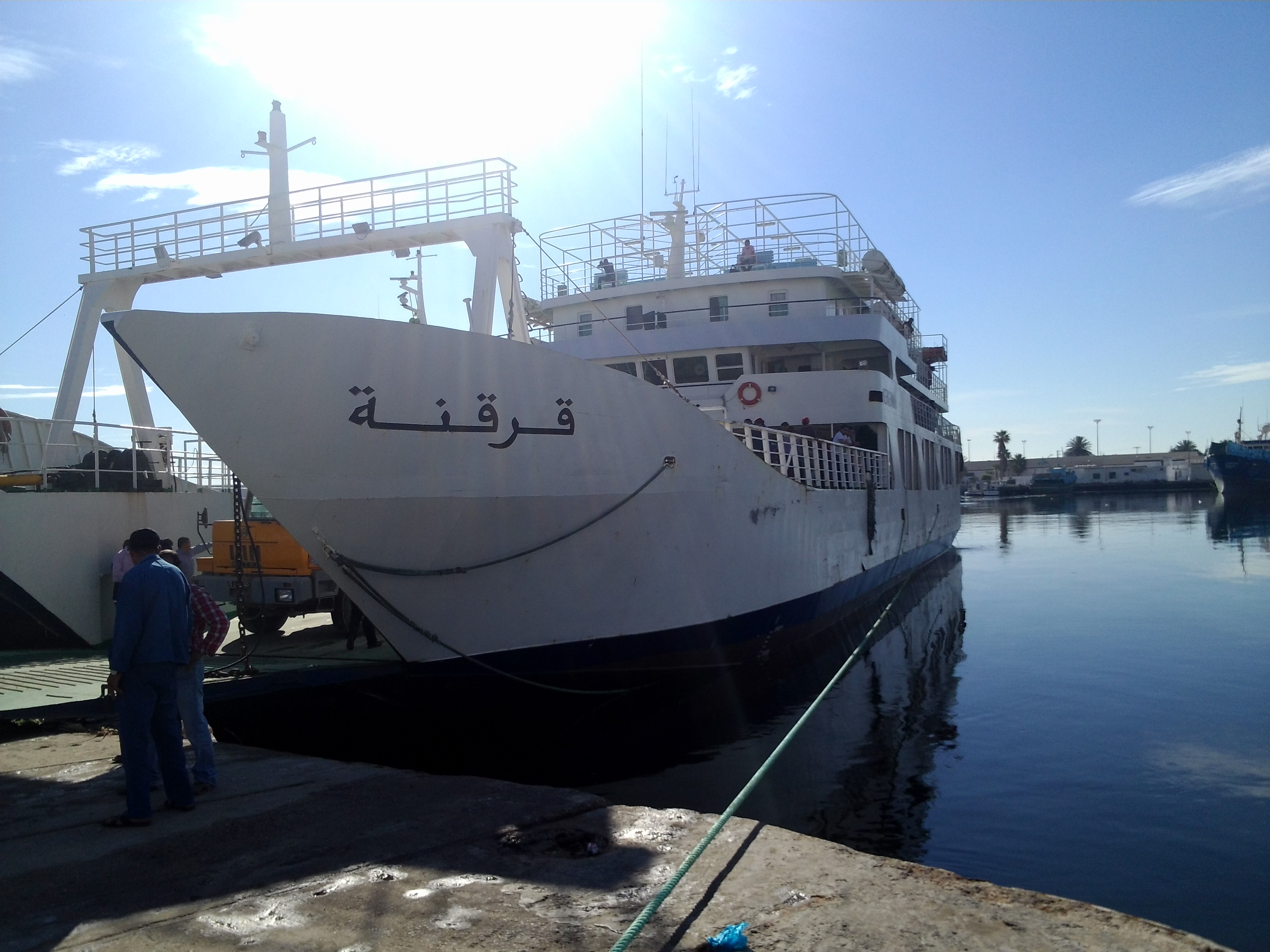
لود قرقنة الذي يربط بين صفاقس وجزيرة قرقنة

- ميناء الصيد البحري
- الميناء التجاري
- محطة لود قرقنة
- ملاحة طينة

#### منشآت صحية
- المستشفى الجامعي الهادي شاكر
- المستشفى الجامعي الحبيب بورقيبة
- المستشفي الجامعي سليم شاكر

#### المؤسّسات الجامعية
- المدرسة الوطنية للمهندسين بصفاقس
- المدرسة العليا للتجارة بصفاقس
- المدرسة العليا لعلوم وتقنيات الصحة بصفاقس
- المدرسة الوطنية للإلكترونيك والاتصالات بصفاقس
- كلية الطب بصفاقس
- كلية العلوم الاقتصادية والتصرف بصفاقس
- كلية الآداب والعلوم الإنسانية بصفاقس
- كلية الحقوق بصفاقس
- كلية العلوم بصفاقس
- المعهد العالي للبيوتكنولوجيا بصفاقس
- معهد الدراسات التجارية العليا بصفاقس
- المعهد العالي لإدارة الأعمال بصفاقس
- المعهد العالي للفنون والحرف بصفاقس
- المعهد العالي للإعلامية والملتيميديا بصفاقس
- المعهد العالي للتصرف الصناعي بصفاقس
- المعهد العالي للموسيقى بصفاقس
- المعهد التحضيري للدراسات الهندسية بصفاقس
- المعهد العالي للرياضة والتربية البدنية بصفاقس
- المعهد العالي لعلوم التمريض بصفاقس
- معهد الزيتونة بصفاقس

#### أبرز المعاهد الثانوية

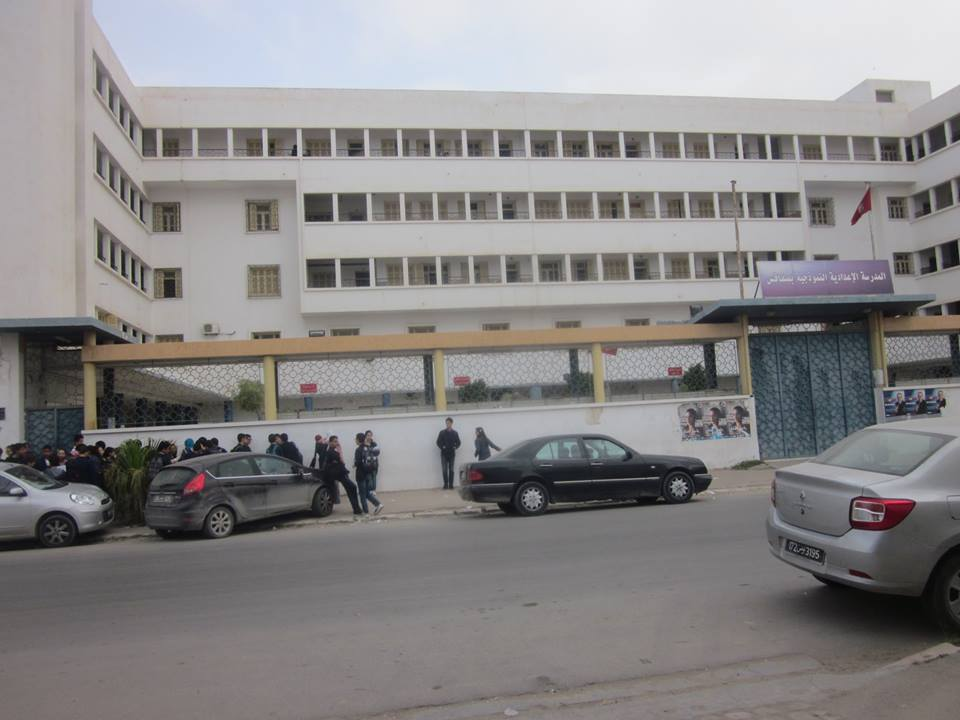
المدرسة الاعدادية النموذجية بصفاقس

- المعهد النموذجي
- معهد الهادي شاكر
- معهد مجيدة بوليلة
- معهد 15 نوفمبر 1955
- معهد 9 أفريل 1938
- معهد 20 مارس 1956
- معهد الحبيب ثامر
- معهد محمد علي الحامي
- معهد قرمدة
- معهد محمود مقديش

#### بعض معالم المدينة

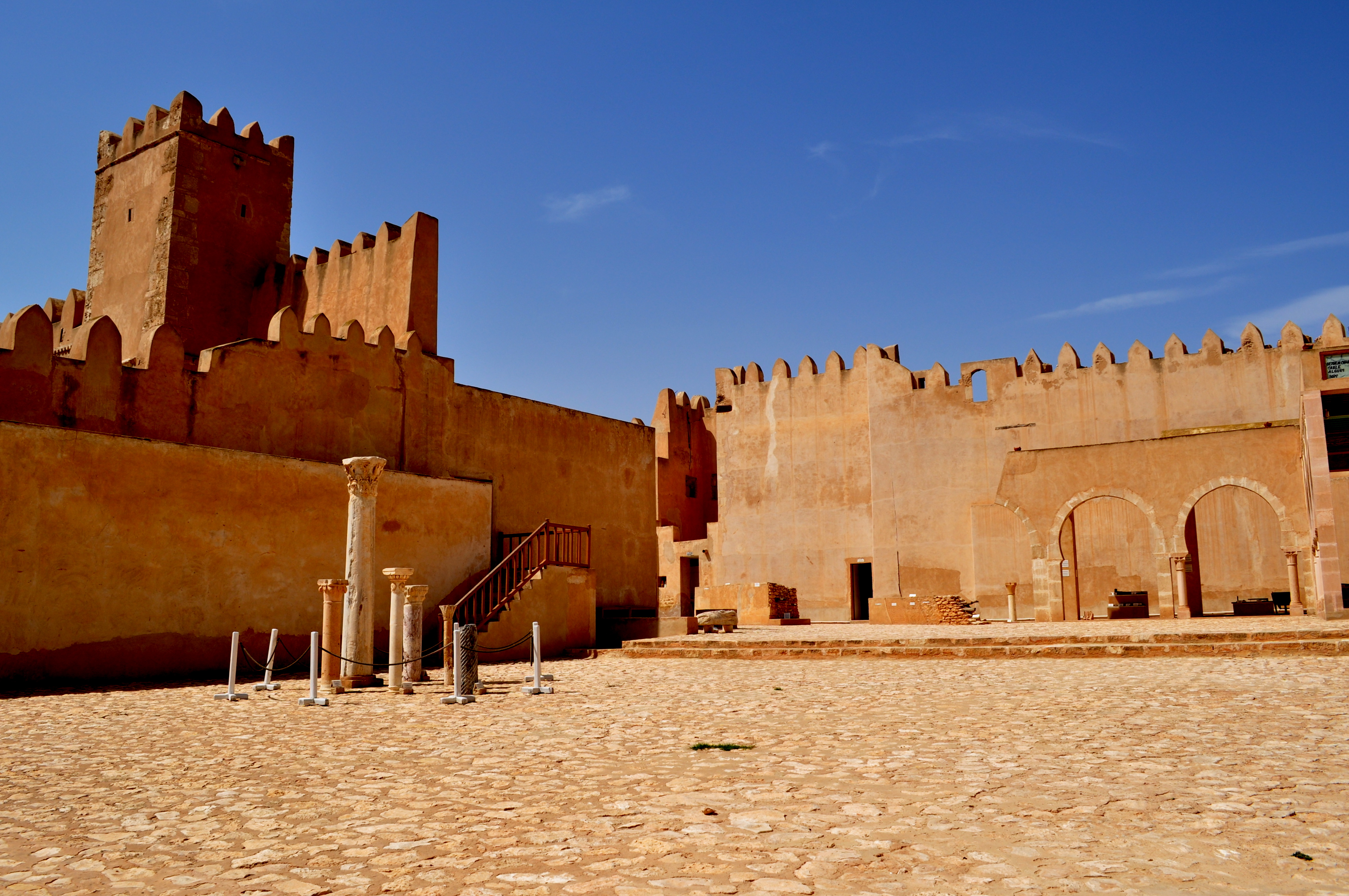
متحف القصبة بسور المدينة العتيقة بصفاقس

- سور المدينة العتيقة
- القصبة متحف القصبة بسور المدينة العتيقة بصفاقس
- الجامع الكبير
- قصر البلدية مقر بلدية صفاقس
- الكنيسة المسيحية
- الكنيسة اليونانية
- الكنيسة الإنجيلية

- الكنيس اليهودي

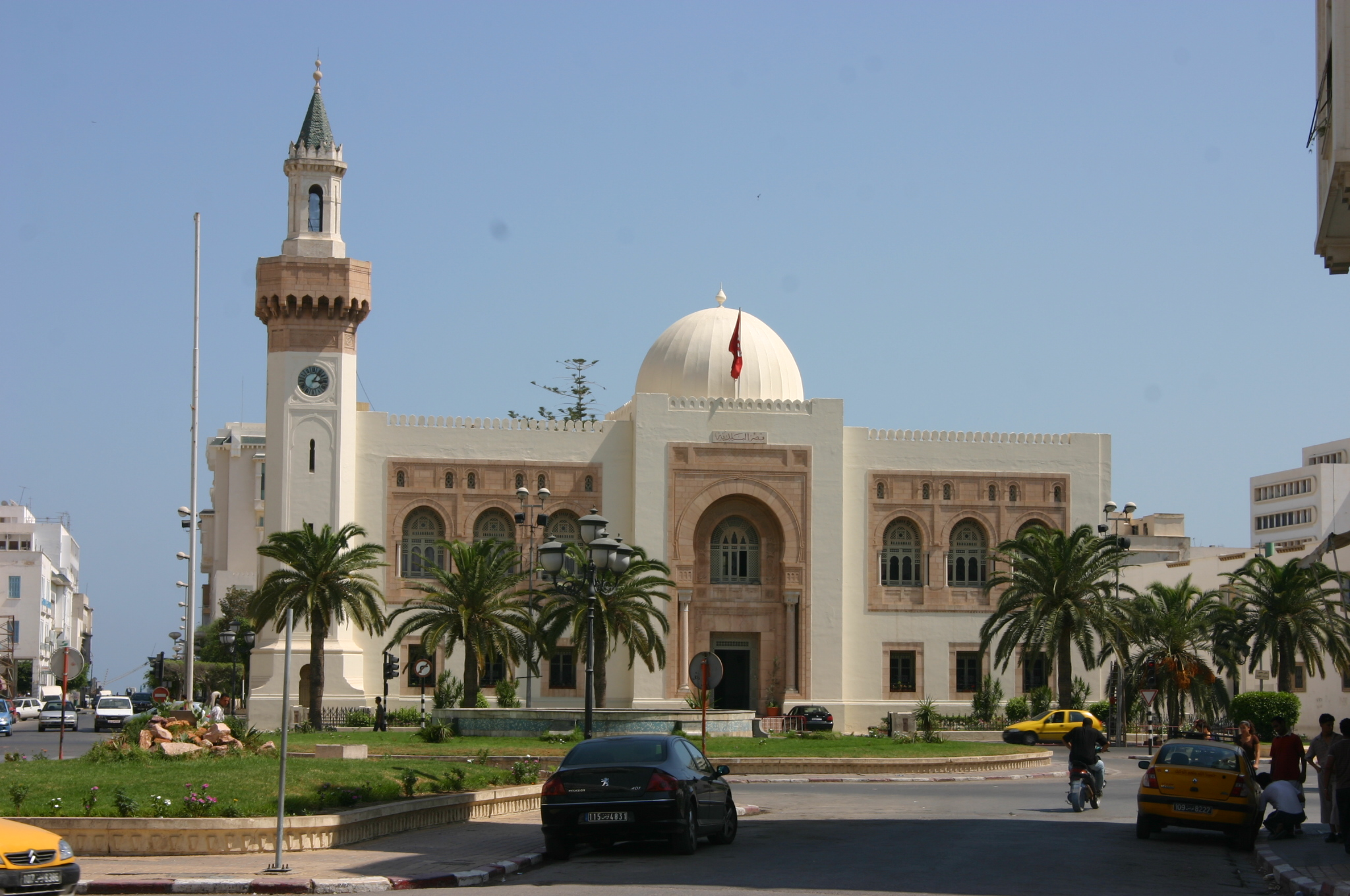
مقر بلدية صفاقس

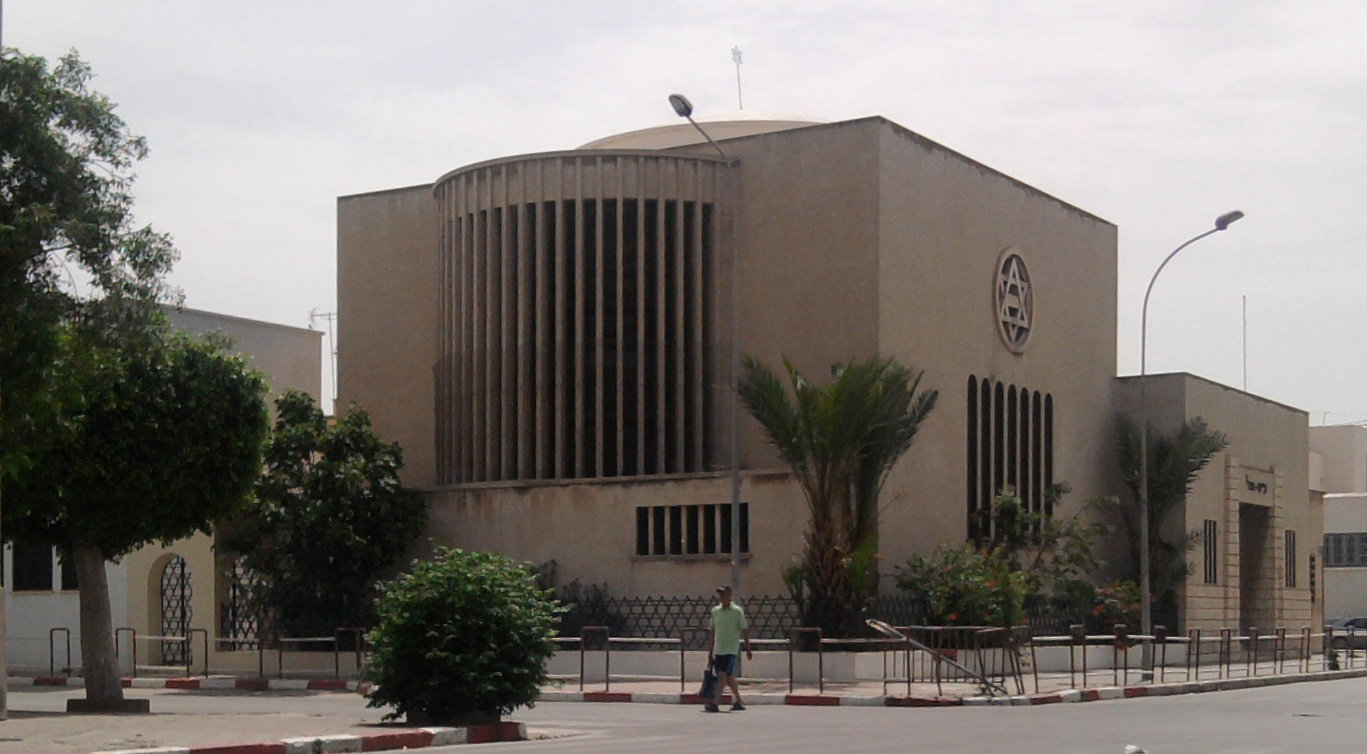
الكنيس اليهودي

- مقبرة الكومنويلث لضحايا الحرب العالمية الثانية بصفاقس المقبرة الحربية بصفاقس

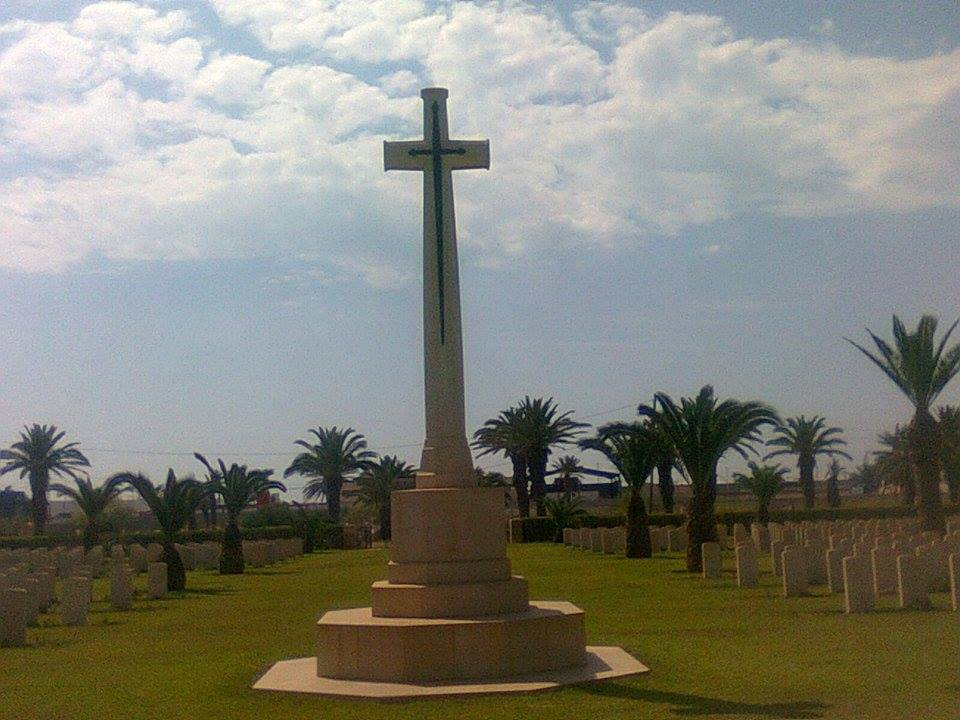
المقبرة الحربية بصفاقس

## النشاط الرياضي
رغم ضعف بنيتها التّحتيّة الرّياضيّة، فإنّ في المدينة نشاطا رياضيّا مهمّا أهّلها للتّرشّح لتنظيم الألعاب المتوسطية 2021، لكن خسرت صفاقس شرف هذا التّنظيم لفائدة مدينة وهران الجزائريّة.

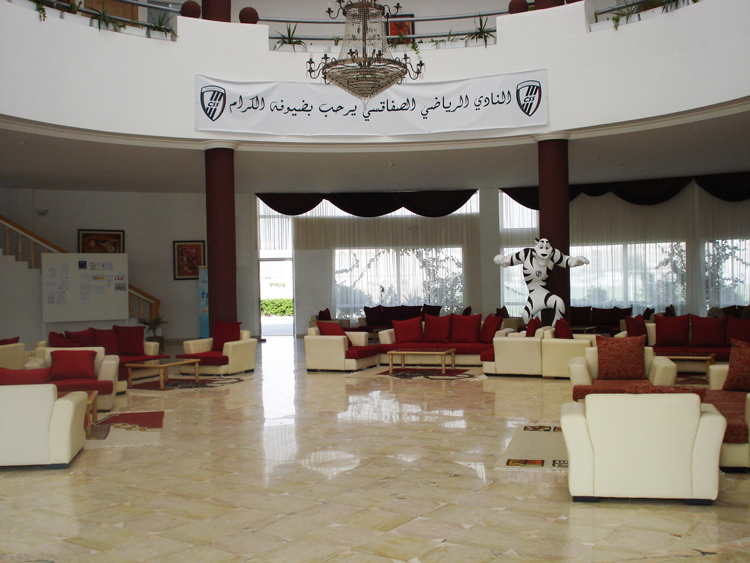
بهو الاستقبال في مقرّ النادي الرياضي الصفاقسي

للمدينة فرق معروفة في اختصاصات متعدّدة، لكن أبرز نوادي المدينة هو النادي الرياضي الصفاقسي الّذي يعتبر أحد الفرق الأربعة الكبرى في تونس، ويحظى بإشعاع قاري إضافة إلى إشعاعه الوطني. 
وبالإضافة إلى النادي الرياضي الصفاقسي، هناك فرق أخرى في المدينة أهمّها :
- سكك الحديد الصفاقسي : هو أقدم فرق المدينة وأكثرها شعبية وإشعاعا بعد النادي الرياضي الصفاقسي
- الملعب الرياضي الصفاقسي
- الأهلي الصفاقسي
- بدر العين
- تقدم ساقية الدائر
- اتحاد قرمدة
- شبيبة الشيحية

وإضافة إلى تميّز النّادي الرّياضي الصّفاقسي، فقد تميّز عدّة أبطال من صفاقس في محافل دوليّة، أبرزهم تألّق العدّاءة حبيبة الغريبي.

## النشاط الثقافي

شعار صفاقس عاصمة الثقافة العربية 2016.

تعتبر مدينة صفاقس أحد أنشط المدن التّونسيّة ثقافيّا. كانت في 2016، عاصمة الثقافة العربية.

### المهرجانات
أبرز الأنشطة الثّقافيّة الّتي تنظّم في صفاقس كلّ سنة عدد من المهرجانات، وهي :
- مهرجان سيدي منصور: هو أقدم مهرجانات المدينة، وينظم كلّ سنة حول ضريح الولي الصالح سيدي منصور غلام. بلغ هذا المهرجان دورته 51 سنة 2015.
- مهرجان صفاقس الدولي
- الملتقى الدولي لموسيقات العالم، من تنظيم جمعية نهاوند
- مهرجان المدينة
- مهرجان استخبار للموسيقات، من تنظيم المعهد العالي للموسيقى بصفاقس
- مهرجان قرمدة
- مهرجان الشيحية

وعلاوة على المهرجانات الخاصة بالمدينة، تحتفل صفاقس كلّ سنة بتظاهرات وطنية ثقافية، أبرزها :
- شهر التّراث
- أكتوبر الموسيقي

بفضل هذا النّشاط الدّؤوب، أعلنت المنظمة العربية للتربية والثقافة والعلوم «أليسكو» صفاقس عاصمة الثقافة العربية سنة 2016.

## توأمة
توجد اتفاقيات توأمة مدن بين مدينة صفاقس وهذه المدن:
| - - داكار (السنغال) منذ 1965. - ماربورغ (ألمانيا) منذ 1971. - الدار البيضاء (المغرب) منذ 1981. - آسفي (المغرب) منذ 1982. | - - وهران (الجزائر) منذ 1989. - محج قلعة (روسيا) منذ 1990. - غرونوبل (فرنسا) منذ 1998. |

## الإذاعات

### إذاعة صفاقس
هي إذاعة جهويّة عموميّة، بقيت لعقود الإذاعة الوحيدة بالمدينة، إذ أنّها قد تأسست في 8 ديسمبر 1961.
وتبث إذاعة صفاقس على مدار ساعات اليوم على تردّد 720 ميغاواط khz/105.21 ميغاهرتز.

### إذاعة الديوان
إذاعة بدأت تبثّ رسميّا في أوّل شهر أكتوبر 2015

### إذاعة سيفاكس
نالت هذه الإذاعة رخصة البثّ ولكنّها لم تنطلق بعد .

## مشاهير من صفاقس

### في السّياسة
| - علي بن سالم البكري - الهادي شاكر - فرحات حشاد - الحبيب عاشور - أحمد شطورو - محمد الزواري | - مجيدة بوليلة - منصور معلى - محمد الشرفي - الصادق شعبان - عبد الله القلال | - محمد المختار السلامي - محمد رؤوف النجار - سليم شاكر - سليم بسباس - عبد الوهاب معطر - محمد علولو | - سماح دمق - صلاح الدين الزحاف - محسن مرزوق - عبد العزيز القطي - جلال بوزيد | - فتحي العيادي - المنصف بن سالم - الحبيب اللوز - بدر الدين عبد الكافي - كلثوم بدر الدين |

### في الفنّ
| - محمد الجموسي - صابر الرباعي - سنية مبارك - شافية رشدي | - أحمد حمزة - الشيخ محمد بودية - قاسم كافي | - هيلين كاتزاراس - نوري بوزيد - المنصف ذويب - الأسعد الجموسي |

### في العلوم والفكر
| - محمود بن سعيد مقديش - أحمد بن علي بن أحمد الشرفي - علي النوري - علي الكراي - وفيق الحشيشة | - فتحي التريكي - محمد الشرفي - مصطفى الفارسي - الهادي بوريشة | - عبد المجيد الشرفي - علي الزواري - محمد المختار السلامي |

عبد الجبار العش

### في الرّياضة
| - حمادي العقربي - محمد علي عقيد - اسكندر السويح | - المختار ذويب - سامي الطرابلسي - حاتم الطرابلسي - علي المعلول | - نجيب بلهادي - حبيبة الغريبي - عز الدين شقرون |

### في الإعلام
| - علي البقلوطي - محمد كريشان - الحبيب الغريبي | - عبد الكريم قطاطة - مهدي قاسم - فراس بن صالح | - كريم بن عمر - نزار الشعري - نزار بهلول |

## مقالات ذات صلة
- صفاقس الكبرى